# Estadi Francisco de la Hera
L'Estadi Francisco de la Hera és un estadi de futbol de la vila d'Almendralejo, a Extremadura. En ell juga els seus partits l'Extremadura UD i anteriorment hi jugava el CF Extremadura. Té una capacitat de 11.580 seients.

## Història
L'estadi antic va ser inaugurat el 1951 i el primer partit que es va disputar va ser entre el CF Extremadura i el Sevilla FC, amb victòria del visitant per 4 a 2. El 1996 es va enderrocar per a construir un de nou.
Era un estadi petit la capacitat del qual era de 6.000 localitats, que gairebé no havia sofert canvis des de la seva inauguració, fins que va ser demolit el 1996 a causa de l'ascens del CF Extremadura a Primera Divisió i perquè a més no complia els requisits per a aquesta categoria, i es va construir un nou estadi en el mateix lloc i el mateix nom.
El nou estadi va ser inaugurat el 9 de setembre de 1996 i el primer partit que es va disputar va ser la segona jornada de lliga, entre el CF Extremadura i el Real Betis Balompié, amb victòria del visitant per 0-3.
Des de 2008 també hi va jugar el tercer equip de la localitat, l'Atlético San José Promeses, encara que després de la seva actual denominació com Extremadura UD B va passar a jugar en el Tomás de la Hera.